# Analog Science Fiction and Fact
Analog Science Fiction and Fact és una revista de ciència-ficció nord-americana, publicada sota diversos noms des del 1930. Titulada originalment Astounding Stories of Super-Science, el primer volum data del gener de 1930, publicat per William Clayton i editat per Harry Bates. Clayton entrà en bancarrota el 1933, i es va vendre la revista a Street & Smith. El nou editor fou F. Orlin Tremaine, que va convertir Astounding en la revista líder del gènere pulp de ciència-ficció, que acabava de néixer. Va publicar històries de renom com Legion of Space, de Jack Williamson, i Twilight, de John W. Campbell. A finals de 1937, Campbell va assumir la tasca d'editor sota la supervisió de Tremaine, que va deixar la revista l'any següent, fet que va donar més independència a Campbell. Els següents anys Campbell va publicar moltes històries que es van convertir en clàssics del gènere, entre les quals la saga de La Fundació d'Isaac Asimov, Slan (d'Alfred Elton van Vogt), i diverses novel·les i històries de Robert A. Heinlein. El període que comença quan Campbell esdevé editor sovint és conegut com l'edat d'or de la ciència-ficció.
El 1950 havien aparegut ja diverses revistes competidores, entre les quals Galaxy Science Fiction i The Magazine of Fantasy & Science Fiction. L'interès de Campbell en alguns temes pseudocientífics, com ara la dianètica, va alienar alguns dels seus escriptors habituals, i ja no es considerava Astounding com la revista capdavantera del ram, malgrat la publicació de diverses històries populars i influents: la novel·la Mission of Gravity de Hal Clement i The Cold Equations de Tom Godwin. El 1960, Campbell va canviar el títol de la revista a Analog Science Fiction & Fact; feia temps que volia treure el mot "Astounding" del títol, que considerava massa sensacionalista. Per aquelles dates, Street & Smith va vendre la revista a Condé Nast. Campbell en va seguir sent l'editor fins a la seva mort l'any 1971.
Ben Bova en va prendre el relleu entre el 1972 i el 1978, i el caràcter de la revista va canviar de forma notable, ja que Bova estava disposat a publicar ficció que incloïa contingut sexual i paraulotes. Bova va publicar històries com The Gold at the Starbow's End, de Frederik Pohl, que va ser nominada a un premi Hugo i a un premi Nebula, i Hero, de Joe Haldeman, la primera història de la saga The Forever War, també guanyadora de premis Hugo i Nebula. Pohl no havia pogut vendre a Campbell, i Hero havia estat rebutjada per Campbell en no considerar-la apropiada per la revista. Bova va guanyar cinc premis Hugo consecutius per la seva tasca com a editor d'Analog.
Stanley Schmidt va succeir Bova, i va continuar publicant bona part dels mateixos autors que havien contribuït durant anys. Malgrat l'èxit inicial a l'hora de mantenir la revista en circulació, es va criticar l'estancament i monotonia de la revista. Analog es va vendre aDavis Publications el 1980, i posteriorment a Dell Magazines el 1992. Crosstown Publications va comprar Dell el 1996 i en segueix sent l'editorial. Schmidt va romandre com a editor fins al 2012, quan fou reemplaçat per Trevor Quachri.

## Història editorial

### Clayton
El 1926, Hugo Gernsback va llançar Amazing Stories, la primera revista de ciència-ficció. Gernsback havia imprès històries de ciència-ficció en revistes d'aficionats, com Modern Electrics i Electrical Experimenter, però va considerar que hi havia prou interès en el gènere per justificar una publicació mensual. Amazing va tenir molt èxit, i en poc temps va arribar a tirades de més de 100.000 exemplars. William Clayton, un reputable i reeixit publicador de diverses revistes pulp, havia considerat començar una revista per competir-hi el 1928; segons Harold Hersey, un dels seus editors de l'època, Hersey havia "discutit plans amb Clayton per llançar una revista de fantasia pseudocientífica". Clayton no n'estava convençut, però l'any següent va decidir publicar una nova revista, principalment perquè el full en què s'imprimien les portades amb color de les seves revistes tenia espai per una portada més. Va suggerir a Harry Bates, un editor que havia contractat recentment, començar una revista d'històries d'aventures històriques. En comptes d'això, Bates va proposar-li un pulp de ciència-ficció que es titlaria Astounding Stories of Super Science, i Clayton hi va estar d'acord.
| Dades de publicacions entre el 1930 i el 1980 | Dades de publicacions entre el 1930 i el 1980 | Dades de publicacions entre el 1930 i el 1980 | Dades de publicacions entre el 1930 i el 1980 | Dades de publicacions entre el 1930 i el 1980 | Dades de publicacions entre el 1930 i el 1980 | Dades de publicacions entre el 1930 i el 1980 | Dades de publicacions entre el 1930 i el 1980 | Dades de publicacions entre el 1930 i el 1980 | Dades de publicacions entre el 1930 i el 1980 | Dades de publicacions entre el 1930 i el 1980 | Dades de publicacions entre el 1930 i el 1980 | Dades de publicacions entre el 1930 i el 1980 |
| | Gen                                           | Feb                                           | Mar                                           | Abr                                           | Maig                                          | Juny                                          | Jul                                           | Ago                                           | Set                                           | Oct                                           | Nov                                           | Des                                           |
| --- | --------------------------------------------- | --------------------------------------------- | --------------------------------------------- | --------------------------------------------- | --------------------------------------------- | --------------------------------------------- | --------------------------------------------- | --------------------------------------------- | --------------------------------------------- | --------------------------------------------- | --------------------------------------------- | --------------------------------------------- |
| 1930 | 1/1                                           | 1/2                                           | 1/3                                           | 2/1                                           | 2/2                                           | 2/3                                           | 3/1                                           | 3/2                                           | 3/3                                           | 4/1                                           | 4/2                                           | 4/3                                           |
| 1931 | 5/1                                           | 5/2                                           | 5/3                                           | 6/1                                           | 6/2                                           | 6/3                                           | 7/1                                           | 7/2                                           | 7/3                                           | 8/1                                           | 8/2                                           | 8/3                                           |
| 1932 | 9/1                                           | 9/2                                           | 9/3                                           | 10/1                                          | 10/2                                          | 10/3                                          |                                               |                                               | 11/1                                          |                                               | 11/2                                          |                                               |
| 1933 | 11/3                                          |                                               | 12/1                                          |                                               |                                               |                                               |                                               |                                               |                                               | 12/2                                          | 12/3                                          | 12/4                                          |
| 1934 | 12/5                                          | 12/6                                          | 13/1                                          | 13/2                                          | 13/3                                          | 13/4                                          | 13/5                                          | 13/6                                          | 14/1                                          | 14/2                                          | 14/3                                          | 14/4                                          |
| 1935 | 14/5                                          | 14/6                                          | 15/1                                          | 15/2                                          | 15/3                                          | 15/4                                          | 15/5                                          | 15/6                                          | 16/1                                          | 16/2                                          | 16/3                                          | 16/4                                          |
| 1936 | 16/5                                          | 16/6                                          | 17/1                                          | 17/2                                          | 17/3                                          | 17/4                                          | 17/5                                          | 17/6                                          | 18/1                                          | 18/2                                          | 18/3                                          | 18/4                                          |
| 1937 | 18/5                                          | 18/6                                          | 19/1                                          | 19/2                                          | 19/3                                          | 19/4                                          | 19/5                                          | 19/6                                          | 20/1                                          | 20/2                                          | 20/3                                          | 20/4                                          |
| 1938 | 20/5                                          | 20/6                                          | 21/1                                          | 21/2                                          | 21/3                                          | 21/4                                          | 21/5                                          | 21/6                                          | 22/1                                          | 22/2                                          | 22/3                                          | 22/4                                          |
| 1939 | 22/5                                          | 22/6                                          | 23/1                                          | 23/2                                          | 23/3                                          | 23/4                                          | 23/5                                          | 23/6                                          | 24/1                                          | 24/2                                          | 24/3                                          | 24/4                                          |
| 1940 | 24/5                                          | 24/6                                          | 25/1                                          | 25/2                                          | 25/3                                          | 25/4                                          | 25/5                                          | 25/6                                          | 26/1                                          | 26/2                                          | 26/3                                          | 26/4                                          |
| 1941 | 26/5                                          | 26/6                                          | 27/1                                          | 27/2                                          | 27/3                                          | 27/4                                          | 27/5                                          | 27/6                                          | 28/1                                          | 28/2                                          | 28/3                                          | 28/4                                          |
| 1942 | 28/5                                          | 28/6                                          | 29/1                                          | 29/2                                          | 29/3                                          | 29/4                                          | 29/5                                          | 29/6                                          | 30/1                                          | 30/2                                          | 30/3                                          | 30/4                                          |
| 1943 | 30/5                                          | 30/6                                          | 31/1                                          | 31/2                                          | 31/3                                          | 31/4                                          | 31/5                                          | 31/6                                          | 32/1                                          | 32/2                                          | 32/3                                          | 32/4                                          |
| 1944 | 32/5                                          | 32/6                                          | 33/1                                          | 33/2                                          | 33/3                                          | 33/4                                          | 33/5                                          | 33/6                                          | 34/1                                          | 34/2                                          | 34/3                                          | 34/4                                          |
| 1945 | 34/5                                          | 34/6                                          | 35/1                                          | 35/2                                          | 35/3                                          | 35/4                                          | 35/5                                          | 35/6                                          | 36/1                                          | 36/2                                          | 36/3                                          | 36/4                                          |
| 1946 | 36/5                                          | 36/6                                          | 37/1                                          | 37/2                                          | 37/3                                          | 37/4                                          | 37/5                                          | 37/6                                          | 38/1                                          | 38/2                                          | 38/3                                          | 38/4                                          |
| 1947 | 38/5                                          | 38/6                                          | 39/1                                          | 39/2                                          | 39/3                                          | 39/4                                          | 39/5                                          | 39/6                                          | 40/1                                          | 40/2                                          | 40/3                                          | 40/4                                          |
| 1948 | 40/5                                          | 40/6                                          | 41/1                                          | 41/2                                          | 41/3                                          | 41/4                                          | 41/5                                          | 41/6                                          | 42/1                                          | 42/2                                          | 42/3                                          | 42/4                                          |
| 1949 | 42/5                                          | 42/6                                          | 43/1                                          | 43/2                                          | 43/3                                          | 43/4                                          | 43/5                                          | 43/6                                          | 44/1                                          | 44/2                                          | 44/3                                          | 44/4                                          |
| 1950 | 44/5                                          | 44/6                                          | 45/1                                          | 45/2                                          | 45/3                                          | 45/4                                          | 45/5                                          | 45/6                                          | 46/1                                          | 46/2                                          | 46/3                                          | 46/4                                          |
| 1951 | 46/5                                          | 46/6                                          | 47/1                                          | 47/2                                          | 47/3                                          | 47/4                                          | 47/5                                          | 47/6                                          | 48/1                                          | 48/2                                          | 48/3                                          | 48/4                                          |
| 1952 | 48/5                                          | 48/6                                          | 49/1                                          | 49/2                                          | 49/3                                          | 49/4                                          | 49/5                                          | 49/6                                          | 50/1                                          | 50/2                                          | 50/3                                          | 50/4                                          |
| 1953 | 50/5                                          | 50/6                                          | 51/1                                          | 51/2                                          | 51/3                                          | 51/4                                          | 51/5                                          | 51/6                                          | 52/1                                          | 52/2                                          | 52/3                                          | 52/4                                          |
| 1954 | 52/5                                          | 52/6                                          | 53/1                                          | 53/2                                          | 53/3                                          | 53/4                                          | 53/5                                          | 53/6                                          | 54/1                                          | 54/2                                          | 54/3                                          | 54/4                                          |
| 1955 | 54/5                                          | 54/6                                          | 55/1                                          | 55/2                                          | 55/3                                          | 55/4                                          | 55/5                                          | 55/6                                          | 56/1                                          | 56/2                                          | 56/3                                          | 56/4                                          |
| 1956 | 56/5                                          | 56/6                                          | 57/1                                          | 57/2                                          | 57/3                                          | 57/4                                          | 57/5                                          | 57/6                                          | 58/1                                          | 58/2                                          | 58/3                                          | 58/4                                          |
| 1957 | 58/5                                          | 58/6                                          | 59/1                                          | 59/2                                          | 59/3                                          | 59/4                                          | 59/5                                          | 59/6                                          | 60/1                                          | 60/2                                          | 60/3                                          | 60/4                                          |
| 1958 | 60/5                                          | 60/6                                          | 61/1                                          | 61/2                                          | 61/3                                          | 61/4                                          | 61/5                                          | 61/6                                          | 62/1                                          | 62/2                                          | 62/3                                          | 62/4                                          |
| 1959 | 62/5                                          | 62/6                                          | 63/1                                          | 63/2                                          | 63/3                                          | 63/4                                          | 63/5                                          | 63/6                                          | 64/1                                          | 64/2                                          | 64/3                                          | 64/4                                          |
| 1960 | 64/5                                          | 64/6                                          | 65/1                                          | 65/2                                          | 65/3                                          | 65/4                                          | 65/5                                          | 65/6                                          | 66/1                                          | 66/2                                          | 66/3                                          | 66/4                                          |
| 1961 | 66/5                                          | 66/6                                          | 67/1                                          | 67/2                                          | 67/3                                          | 67/4                                          | 67/5                                          | 67/6                                          | 68/1                                          | 68/2                                          | 68/3                                          | 68/4                                          |
| 1962 | 68/5                                          | 68/6                                          | 69/1                                          | 69/2                                          | 69/3                                          | 69/4                                          | 69/5                                          | 69/6                                          | 70/1                                          | 70/2                                          | 70/3                                          | 70/4                                          |
| 1963 | 70/5                                          | 70/6                                          | 71/1                                          | 71/2                                          | 71/3                                          | 71/4                                          | 71/5                                          | 71/6                                          | 72/1                                          | 72/2                                          | 72/3                                          | 72/4                                          |
| 1964 | 72/5                                          | 72/6                                          | 73/1                                          | 73/2                                          | 73/3                                          | 73/4                                          | 73/5                                          | 73/6                                          | 74/1                                          | 74/2                                          | 74/3                                          | 74/4                                          |
| 1965 | 74/5                                          | 74/6                                          | 75/1                                          | 75/2                                          | 75/3                                          | 75/4                                          | 75/5                                          | 75/6                                          | 76/1                                          | 76/2                                          | 76/3                                          | 76/4                                          |
| 1966 | 76/5                                          | 76/6                                          | 77/1                                          | 77/2                                          | 77/3                                          | 77/4                                          | 77/5                                          | 77/6                                          | 78/1                                          | 78/2                                          | 78/3                                          | 78/4                                          |
| 1967 | 78/5                                          | 78/6                                          | 79/1                                          | 79/2                                          | 79/3                                          | 79/4                                          | 79/5                                          | 79/6                                          | 80/1                                          | 80/2                                          | 80/3                                          | 80/4                                          |
| 1968 | 80/5                                          | 80/6                                          | 81/1                                          | 81/2                                          | 81/3                                          | 81/4                                          | 81/5                                          | 81/6                                          | 82/1                                          | 82/2                                          | 82/3                                          | 82/4                                          |
| 1969 | 82/5                                          | 82/6                                          | 83/1                                          | 83/2                                          | 83/3                                          | 83/4                                          | 83/5                                          | 83/6                                          | 84/1                                          | 84/2                                          | 84/3                                          | 84/4                                          |
| 1970 | 84/5                                          | 84/6                                          | 85/1                                          | 85/2                                          | 85/3                                          | 85/4                                          | 85/5                                          | 85/6                                          | 87/1                                          | 87/2                                          | 87/3                                          | 87/4                                          |
| 1971 | 86/5                                          | 86/6                                          | 87/1                                          | 87/2                                          | 87/3                                          | 87/4                                          | 87/5                                          | 87/6                                          | 88/1                                          | 88/2                                          | 88/3                                          | 88/4                                          |
| 1972 | 88/5                                          | 88/6                                          | 89/1                                          | 89/2                                          | 89/3                                          | 89/4                                          | 89/5                                          | 89/6                                          | 90/1                                          | 90/2                                          | 90/3                                          | 90/4                                          |
| 1973 | 90/5                                          | 90/6                                          | 91/1                                          | 91/2                                          | 91/3                                          | 91/4                                          | 91/5                                          | 91/6                                          | 92/1                                          | 92/2                                          | 92/3                                          | 92/4                                          |
| 1974 | 92/5                                          | 92/6                                          | 93/1                                          | 93/2                                          | 93/3                                          | 93/4                                          | 93/5                                          | 93/6                                          | 94/1                                          | 94/2                                          | 94/3                                          | 94/4                                          |
| 1975 | 94/5                                          | 95/2                                          | 95/3                                          | 95/4                                          | 95/5                                          | 95/6                                          | 95/7                                          | 95/8                                          | 95/9                                          | 95/10                                         | 95/11                                         | 95/12                                         |
| 1976 | 96/1                                          | 96/2                                          | 96/3                                          | 96/4                                          | 96/5                                          | 96/6                                          | 96/7                                          | 96/8                                          | 96/9                                          | 96/10                                         | 96/11                                         | 96/12                                         |
| 1977 | 97/1                                          | 97/2                                          | 97/3                                          | 97/4                                          | 97/5                                          | 97/6                                          | 97/7                                          | 97/8                                          | 97/9                                          | 97/10                                         | 97/11                                         | 97/12                                         |
| 1978 | 98/1                                          | 98/2                                          | 98/3                                          | 98/4                                          | 98/5                                          | 98/6                                          | 98/7                                          | 98/8                                          | 98/9                                          | 98/10                                         | 98/11                                         | 98/12                                         |
| 1979 | 99/1                                          | 99/2                                          | 99/3                                          | 99/4                                          | 99/5                                          | 99/6                                          | 99/7                                          | 99/8                                          | 99/9                                          | 99/10                                         | 99/11                                         | 99/12                                         |
| 1980 | 100/1                                         | 100/2                                         | 100/3                                         | 100/4                                         | 100/5                                         | 100/6                                         | 100/7                                         | 100/8                                         | 100/9                                         | 100/10                                        | 100/11                                        | 100/12                                        |
| Números d'Astounding Stories; l'aparent error del gener de 1975 és correcte. Els colors identifiquen l'editor de cada número: Harry Bates F. Orlin Tremaine John W. Campbell Ben Bova Stanley Schmidt |                                               |                                               |                                               |                                               |                                               |                                               |                                               |                                               |                                               |                                               |                                               |                                               |

Originalment, Astounding era publicada per Publisher's Fiscal Corporation, una subsidiària de Clayton Magazines. El primer número es va publicar el gener de 1930, amb Bates com a editor. Bates volia històries d'acció i aventura poc recargolades, amb elements científics per donar una mínima versemblança. Clayton pagava millor que Amazing i Wonder Stories —dos centaus per paraula després de ser acceptat, en comptes de mig centau per paraula després de publicar—, i així Astounding va atreure escriptors de pulp de renom com Murray Leinster, Victor Rousseau i Jack Williamson. El febrer de 1931, el nom original Astounding Stories of Super-Science es va escurçar a Astounding Stories.
La revista era rendible, però la Gran Depressió va causar problemes a Clayton. Normalment, l'editor pagava l'impressor tres mesos en mora, però quan va començar una contracció del crèdit el maig de 1931 hi va haver pressions per tal de reduir aquest retard. Les dificultats econòmiques van portar Clayton a alternar les publicacions de les seves revistes, i Astonding va passar a ser publicada bimensualment a partir del número del juny de 1932. Alguns impressors compraven les revistes que els devien; Clayton va optar per comprar el seu impressor per evitar que passés, un moviment que va resultar ser desastrós. Clayton no tenia prou diners per completar la transacció, i l'octubre de 1932 Clayton va aturar la publicació d'Astounding amb la creença que el número del gener de 1933 en seria el darrer. Finalment hi va haver prou històries en inventari i paper per publicar un altre número, així que l'últim Astounding de Clayton es va publicar el març de 1933. Clayton es va declarar en bancarrota l'abril, i va vendre els seus títols de la revista a T.R. Foley per 100 dòlars; Foley els va revendre l'agost del mateix any a Street & Smith.

### Street and Smith
La ciència-ficció no era una novetat per a Street & Smith, que ja havia publicat dos títols de pulp que de tant en tant s'endinsaven al camp: The Shadow, que havia començat el 1981 i havia estat un èxit rotund, amb una circulació de més de 300.000 exemplars; i Doc Savage, que havia començat a publicar el març de 1933. Van donar la plaça d'editor de l'Astounding a F. Orlin Tremaine, un editor amb experiència que havia treballat per Clayton com a editor de la revista Clues, i que havia estat traslladat a Street & Smith després que Clayton es declarés en bancarrota. Desmond Hall, que també venia de Clayton, va passar el càrrec d'assistent de l'editor; com que Tremaine era l'editor de Clues i Top-Notch, a més de l'Astounding, Hall feia bona part de la tasca editorial, tot i que Tremaine mantenia el control final sobre el contingut publicat.
La primera publicació de Street & Smith data d'octubre de 1933; fins al tercer número, el desembre de 1933, l'equip editorial no apareixia a la capçalera de la revista. Street & Smith tenia una xarxa de distribució excel·lent, i a mitjan 1934 havien pogut fer pujar la circulació de l'Astounding fins a uns 50.000 exemplars. Cadascuna de les dues principals revistes de ficció amb què rivalitzava, Wonder Stories i Amazing Stories, tenia la meitat d'aquesta xifra de circulació. A finals de 1934, Astounding era la principal revista de ciència-ficció, així com la més llarga (amb 160 pàgines) i la més barata (es venia per 20 cèntims). La tarifa d'un cèntim per paraula (de vegades més) de Street & Smith no era tan alta com la que pagava Bates per l'Astounding de Clayton, però seguia essent superior a la d'altres revistes.